# Platja del Riuet (L'Escala)
La platja del Riuet és una platja natural del municipi de l'Escala (Alt Empordà), Amb una llargada de 445 metres i 15.567 m² de sorra fina, té dos àmbits ben diferenciats: la part just a sota del poble de Sant Martí d'Empúries, coneguda també com a platja de la Miranda, i més al nord, la part més natural de la platja, que arriba fins a la desembocadura del Riu Vell o Riuet, on es practica el nudisme. La zona és idònia per als esports aquàtics, com el windsurf o la vela lleugera.